# Iranbåtarna
Iranbåtarna var två serier snabbgående båtar, som levererades 1983–1985 av Boghammar Marin i Lidingö till den iranska staten. Sammanlagt levererades 50 båtar, varav tio något mindre och med något svagare motorer.
Boghammar Marin fick 1982 en förfrågan från en brittisk firma om leverans av ett antal snabba patrullbåtar till Iran för att användas av landets kustbevakning.
Båtarna förstärktes i Iran och beväpnades med bland annat 107 millimeters raketer, 51-kalibers kulspruta samt raketgevär. De sattes in 1987–1988 under kriget mellan Iran och Irak av Islamiska revolutionsgardets flotta för att bland annat skada oljeplattformar och sänka tankbåtar. Båtarna opererade i grupp och gjorde snabba raider. Flera av båtarna sänktes av USA:s flotta.
Boghammarsbåtarna har senare modifierats och försetts med två italienska Seatek 6-4V-9 sexcylindriga nioliters dieselmotorer på sammanlagt 1.160 hästkrafter. På 2000-talet började iranska Maritime Industries Group tillverka varianter av skrovet.